# Яковлев, Виктор Юрьевич
Виктор Юрьевич Яковлев  (род. 8 февраля 1949 года, Саратов) — специалист в области светотехники и спектрометрии. Доктор физико-математических наук, профессор кафедры сильноточной электроники Томского политехнического университета.

## Биография
Виктор Юрьевич Яковлев родился 8 февраля 1949 года в Саратове. В 1966 году окончил школу № 23 в городе Белово Кемеровской области. В 1973 году окончил Томский политехнический институт (ныне Томский политехнический университет). Получил специальность «Светотехника и источники света». В 1979 году окончил аспирантуру по специальности «Экспериментальная физика». Его научными при подготовке диссертации были В. А. Москалев и В. М. Лисицына.
До учебы Томском политехническом институте работал на «Красноярском заводе лесного машиностроения» (Краслесмаш) по специальность токарь. Работал также в двадцатом военизированном горноспасательном отряде военизированных горноспасательных частей (ВГСЧ) Кузбасса.
После окончания института работал на кафедре светотехники и источников света (ныне кафедра лазерной и световой техники) на должностях: ассистент, младший научный сотрудник, старший научный сотрудник, доцент кафедры.
В 1980 году защитил кандидатскую диссертацию на тему: «Исследование процессов генерации сложных центров окраски в ионных кристаллах методами импульсной спектрометрии». В 1996 году защитил докторскую диссертацию на тему: «Закономерности создания короткоживущих радиационных дефектов в щёлочно-галоидных кристаллах (ЩГК)». Получил ученую степень доктора технических наук, звание профессора.
В настоящее время работает на должности профессора кафедры сильноточной электроники в Институте физики высоких технологий Томского политехнического университета.
Область научных интересов: физика центров окраски, люминисценция, радиационная физика диэлектрических кристаллов, механизмы радиационного дефектообразования.
Виктор Юрьевич в разное время участвовал в работе Одиннадцатой международной конференции по процессам в твердых телах в возбужденных состояниях, проводимой в городе Миттельберг, (Австрия/Германия, 1997) и Международного конгресса по симметрии в физическом пространстве, проводимом в городе Малабри (Франция, 1990). В политехническом университете читает лекции: «Технология светотехнических и электротехнических материалов», «Теория люминисценции», «Оптические материалы и технология».

## Труды
- Образование анионных вакансий при распаде термически возбужденных триплетных экстонов в кристалле К1 // ФТ. 1992. Т. 34. Вып. 10. С. 3096-4000;
- Создание центров окраски в щелочно-галоидных кристаллах при импульсном радиационном возбуждении // ФТТ. 1990. Т.32. Вып. 2. С. 52-56 (в соавторстве);
- Оптическая спектроскопия кристаллов СSС1 при каскадном импульсном возбуждении // ФТТ. 1992. Т.34. Вып. 4. С. 1231—1237.